# ان‌جی‌سی ۶۳۰۹
ان‌جی‌سی ۶۳۰۹ (انگلیسی: NGC 6309) نام یک کهکشان است.